# Gol imposible

Esquema del gol de Roberto Carlos a los franceses en 1997.

Gol imposible es la denominación usada por la prensa deportiva para referirse a una jugada del fútbol y sus deportes derivados —el fútbol sala y el fútbol playa—, que consiste en rematar aplicando «chanfle» y considerable potencia, por lo que el balón describe una curva pronunciada cambiando su trayectoria esperable, parando y luego acelerando desde el vértice enroscándose debido al efecto Magnus, para finalizar dentro del arco cuando aparentemente no hay ángulos posibles de ingreso, considerando las leyes de la física y las condiciones del juego —ubicación de la barrera o perspectiva del arco—. La técnica es empleada en un «tiro libre» o jugando al borde de la línea de meta, siendo exitosa excepcionalmente porque tiene una dificultad alta, mayor que los similares «gol olímpico» y «hoja seca», y una espectacularidad cercana a un «gol de chilena».

## Historia
El centrocampista chileno Jorge Aravena, militante del club español Real Valladolid, lo estrenó oficialmente durante un partido de la selección chilena ante Uruguay en el Estadio Nacional de Santiago (Chile) el 24 de marzo de 1985, inspirado por el tiro «massé» del billar, propiciado por un «tiro libre directo» perfilado del arco con la barrera adelantada, cuando decidió rematar en vez de centrar tras observar que el portero rival Rodolfo Rodríguez se ubicó junto a un poste dejando espacio descubierto y ser especialista en su lanzamiento, configurado durante los entrenamientos de su etapa profesional en los años 1980 y bautizado durante un Congreso de la FIFA, que lo analizó científicamente, con la adjetivación que define algo sumamente difícil de lograr. Es factible empleando una pelota con forma esférica regular, instaurada a nivel internacional en la misma cancha durante la Copa Mundial de 1962. Físicos franceses de la École polytechnique bautizaron la trayectoria como «espiral de la bola giratoria» tras estudiarla, generada al minimizar la influencia de la gravedad con un golpe lo suficientemente fuerte.

Discutimos la trayectoria de una bola sólida que gira rápidamente y se mueve en un fluido de densidad comparable. A medida que la bola se ralentiza debido al arrastre, su trayectoria sigue una espiral exponencial siempre que la velocidad de rotación permanezca constante: a la distancia característica en la que la velocidad de la bola se ve significativamente afectada por el arrastre, la flexión de la trayectoria aumenta sorprendentemente. Posteriormente, la velocidad de rotación disminuye, lo que hace que la bola siga un segundo tipo de espiral, también descrito en el artículo. Finalmente, se muestra que el uso de estas trayectorias altamente curvas es relevante para los deportes.

Christophe Clanet, Guillaume Dupeux, Anne Le Goff y David Quéré, New Journal of Physics (2010).

## Empleo
El ejecutado por el brasileño Roberto Carlos en 1997 fue el «mejor tiro libre del siglo XX», según la mayoría de los especialistas internacionales. Los reconocidos y anotados durante un encuentro de primer nivel son:
| Jugador         | Partido                   | Campeonato                         | Año  |
| --------------- | ------------------------- | ---------------------------------- | ---- |
| Jorge Aravena   | Chile - Uruguay           | Clasificación para la Copa Mundial | 1985 |
| Diego Maradona  | Napoli - Juventus         | Calcio                             | 1985 |
| Roberto Carlos  | Francia - Brasil          | Torneo de Francia                  | 1997 |
| Christian Vieri | Atlético de Madrid - PAOK | Copa de la UEFA                    | 1997 |
| Roberto Carlos  | Tenerife - Real Madrid    | Primera División de España         | 1998 |